# 円光寺 (姫路市五軒邸)
円光寺（えんこうじ）は、兵庫県姫路市五軒邸二丁目にある日蓮宗の寺院。山号は長明山。旧本山は大本山本圀寺（六条門流）、親師法縁。

## 歴史
文明6年（1474年）、本乗院日全を開山に、飾西郡刀出村坪田に創建したという。慶長7年（1602年）、池田輝政の姫路城築城による城下の町割で現在地に移転した。この時以来周辺は寺町となり正明寺、本領寺、妙善寺、妙国寺、法華寺、妙立寺、大法寺などの寺院が立ち並ぶ。昭和20年（1945年）7月4日の姫路大空襲で本堂、庫裡等の建築と兵庫県史蹟名勝天然記念物のビャクシンを焼失した。

## 歴代
- 本乗院日全（開山）

## 境内
- 本堂

## 旧末寺
日蓮宗は昭和16年（1941年）に本末を解体したため、現在では、旧本山、旧末寺と呼びならわしている。
- 妙法山園林寺　兵庫県丹波篠山市追入
- 一妙山圓融寺　兵庫県加西市北条町
- 一乗山圓林寺　兵庫県加西市和泉町
- 帰命山日啓寺　兵庫県神崎郡神河町上岩

## 関連資料
- 姫路市編『姫路市地域夢プラン大全集 夢つづく未来への路みちガイド』姫路市（2013年、198頁）